# みのわテニス村
みのわテニス村（みのわてにすむら）は、富山県滑川市蓑輪28番地にあるテニス競技施設である。一般財団法人滑川市文化・スポーツ振興財団によって運営されている。漢字表記で『蓑輪テニス村』と表記される場合もある。

## 概要
全天候型オムニコート5面、クレイコート9面（計14面、2021年現在）。みのわグリーンハウスとみのわ温泉ファミリーハウスを併設する。かつては100人収容が可能なキャンプ場も存在していた。
1985年6月の滑川市6月定例市議会にて蓑輪テニス村設置条例が制定され、同年7月1日にオープン。オープン当初は全天候型6面、クレイコート9面の計15面であったが、1992年時点では県内最大の19面を持つようになった。
1985年8月12日には、クラブハウスが着工し、1986年4月18日に完成した（利用開始は同年5月から）。外装は杉の間伐林を使用した山小屋風とし、愛称も『みのわグリーンハウス』とした。当時は1階にロッカールームや小浴場および大浴場、2階に談話室と会議室2室、3階にも会議室3室が備えられている。

## みのわ温泉ファミリーハウス
当施設内にある温泉施設（健康休養施設）で、早月川温泉とも呼ばれている。源泉は蓑輪字村巻にあり、泉質はナトリウム硫酸塩泉で、湧出量は動力揚水で毎分61.0リットル。神経痛やリウマチ、胃腸病などに効果がある。日帰り入浴も可能である。温泉の供給元は早月川温泉開発。
1987年3月に掘削許可が下り、同年5月にボーリングを開始、地下1,000mまで掘削し、同年7月末に45℃の温泉が湧出した。1988年10月、みのわハウスへ試験的に湯を供給し、1990年9月14日に開業した
建物は鉄筋2階建てで、1階に事務室や休憩室など、2階にサウナ付きの浴室などが設けられている。開業当初の延床面積は670m2であった。
1993年8月23日から増築工事のため一時休業し、同年12月15日に総延床面積が2倍の1,360m2に拡張され、リニューアルオープンした。
2020年10月には、浴場に壁画（縦1.7m、横4.5m、男湯は剱岳、女湯はハナショウブ）が設置された。
2022年12月10日から源泉を供給するパイプに不具合が起きたため温泉の供給が停止され、以降は当面の間沸かし湯での営業となっていた。その後、源泉を汲み上げるポンプや配管を新設し、地下にあった貯湯槽を地上に置き直すなどの復旧工事を行い、2024年6月28日に完工式が行われた。温泉は同年7月1日に本格的に再開する。

## 交通アクセス
あいの風とやま鉄道線滑川駅からタクシーで約20分。北陸自動車道滑川インターチェンジから車で約3km。